# Aire d'attraction de Saint-Omer
L'aire d'attraction de Saint-Omer est un zonage d'étude défini par l'Insee pour caractériser l’influence de la commune de Saint-Omer sur les communes environnantes. Publiée en octobre 2020, elle se substitue à l'aire urbaine de Saint-Omer, qui comportait 51 communes dans le zonage de 2010.

## Définition
L'aire d'attraction d'une ville est composée d’un pôle, défini à partir de critères de population et d’emploi ainsi que d’une couronne constituée des communes dont au moins 15 % des actifs travaillent dans le pôle. Le pôle d’attraction constitue ainsi un point de convergence des déplacements domicile-travail,.

## Géographie
L’aire d'attraction de Saint-Omer est une aire inter-départementale qui comporte 79 communes : 74 situées dans le Pas-de-Calais et 5 dans le département du Nord (Blaringhem, Ebblinghem, Nieurlet, Renescure et Saint-Momelin). 

### Carte

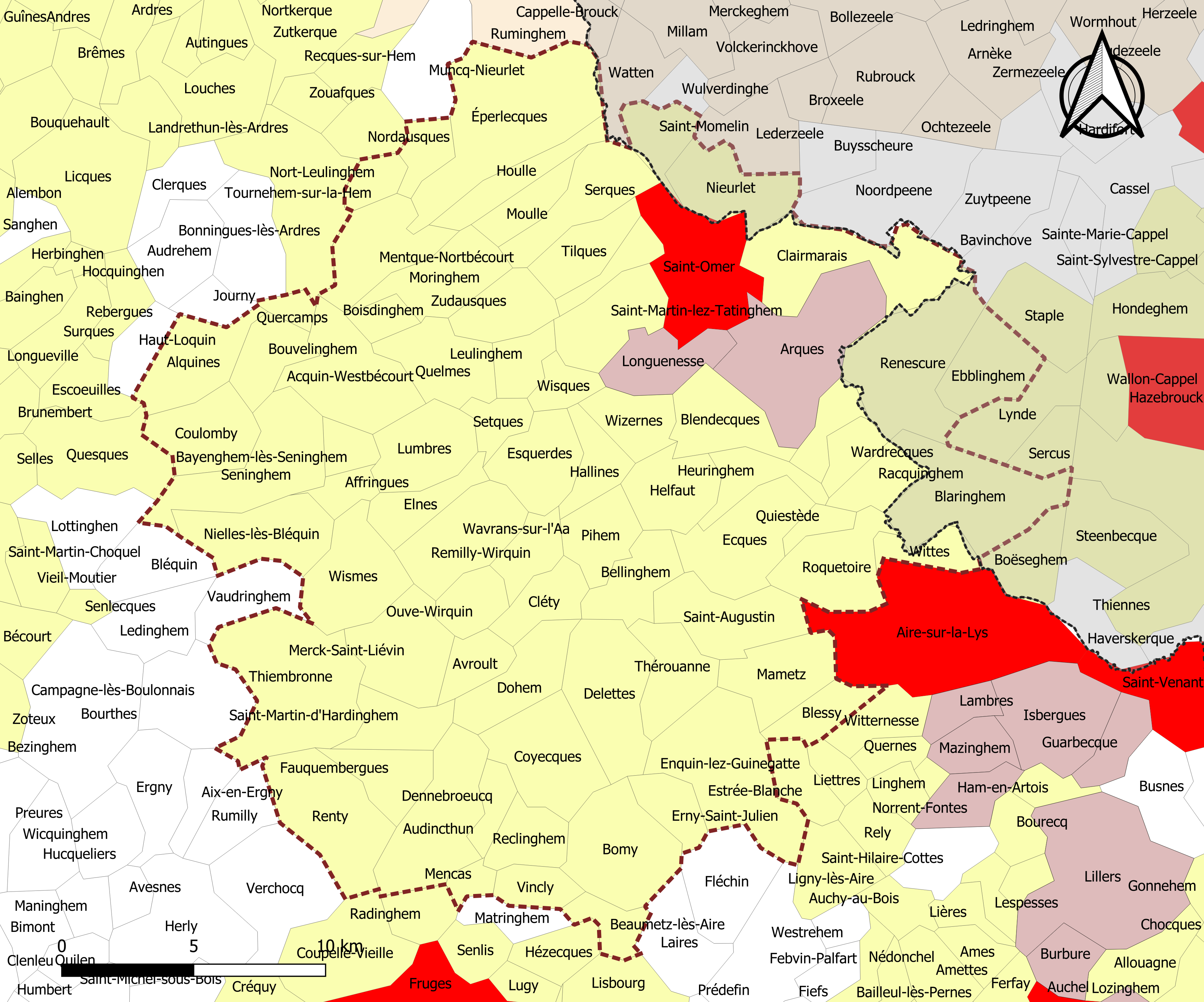
Carte de l'aire d'attraction de Saint-Omer.
Commune-centre
Commune du pôle principal
Commune de la couronne

### Composition communale
| Catégorie                  | Département   | Communes | Communes |
| Catégorie                  | Département   | Nombre   | Libellé |
| -------------------------- | ------------- | -------- | --- |
| Commune-centre             | Pas-de-Calais | 1        | Saint-Omer. |
| Communes du pôle principal | Pas-de-Calais | 2        | Arques, Longuenesse. |
| Communes de la couronne    | Pas-de-Calais | 71       | Acquin-Westbécourt, Affringues, Alquines, Audincthun, Avroult, Bayenghem-lès-Éperlecques, Bayenghem-lès-Seninghem, Beaumetz-lès-Aire, Blendecques, Blessy, Boisdinghem, Bomy, Bouvelinghem, Campagne-lès-Wardrecques, Clairmarais, Cléty, Coulomby, Coyecques, Delettes, Dennebrœucq, Dohem, Ecques, Elnes, Enquin-lez-Guinegatte, Éperlecques, Erny-Saint-Julien, Esquerdes, Fauquembergues, Hallines, Helfaut, Heuringhem, Houlle, Bellinghem, Leulinghem, Lumbres, Mametz, Mencas, Mentque-Nortbécourt, Merck-Saint-Liévin, Moringhem, Moulle, Nielles-lès-Bléquin, Nort-Leulinghem, Ouve-Wirquin, Pihem, Quelmes, Quercamps, Quiestède, Racquinghem, Saint-Augustin, Reclinghem, Remilly-Wirquin, Renty, Roquetoire, Saint-Martin-lez-Tatinghem, Saint-Martin-d'Hardinghem, Salperwick, Seninghem, Serques, Setques, Thérouanne, Thiembronne, Tilques, Vincly, Wardrecques, Wavrans-sur-l'Aa, Wismes, Wisques, Wittes, Wizernes, Zudausques. |
| Communes de la couronne    | Nord          | 5        | Blaringhem, Ebblinghem, Nieurlet, Renescure, Saint-Momelin. |

## Démographie
Cette aire est catégorisée dans les aires de 50 000 à moins de 200 000 habitants, une catégorie qui regroupe 18,4 % de la population au niveau national,.